# L'Hemisfèric

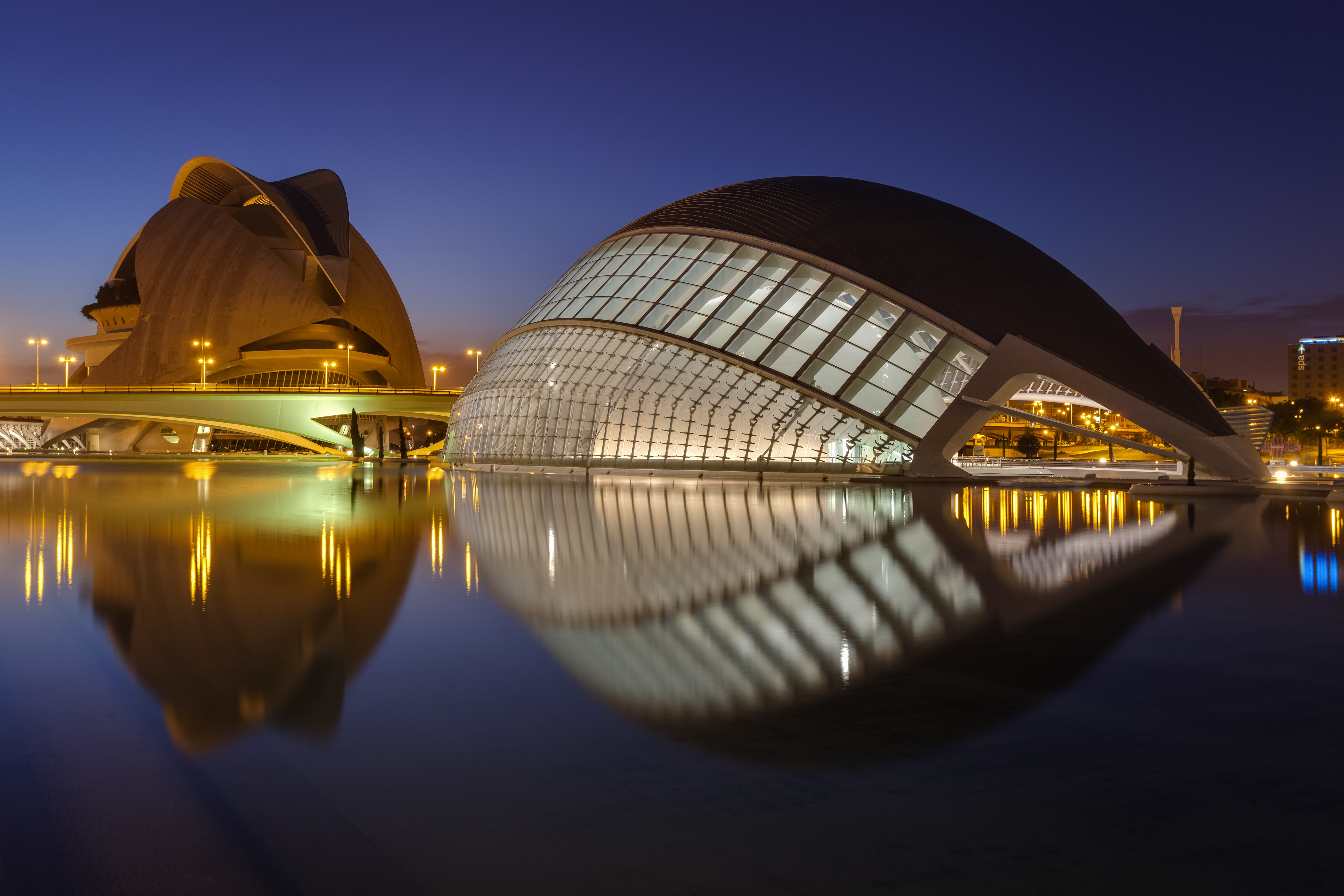
L'Hemisfèric con il Palau de les Arts Reina Sofía

L'Hemisfèric è uno degli edifici che fanno parte della Ciutat de les Arts i les Ciències di Valencia.

## Struttura
L'edificio è stato progettato da Santiago Calatrava e Félix Candela ed è stato il primo della Ciudad de les Arts y les Ciències ad essere aperto al pubblico il 16 aprile 1998. È stato realizzato a forma di occhio e al suo interno si trova una grande sala con uno schermo concavo di 900 metri quadrati e 24 metri di diametro, dimensioni che fanno de l'Hemisfèric la sala cinematografica IMAX più grande di Spagna.